# 瓜亞瓦爾 (委內瑞拉)
瓜亞瓦爾（Guayaval）是委內瑞拉的城鎮，由瓜里科州負責管轄，位於該國中部，始建於1749年，平均溫度27.5攝氏度，受熱帶草原氣候影響，人口約11,000。
8°00′10″N 67°25′06″W / 8.0028°N 67.4183°W